# Hymenophyllum brasilianum
Hymenophyllum brasilianum är en hinnbräkenväxtart som först beskrevs av Fée, och fick sitt nu gällande namn av Eduard Rosenstock. Hymenophyllum brasilianum ingår i släktet Hymenophyllum och familjen Hymenophyllaceae. Inga underarter finns listade.